# Operator systemu przesyłowego
Operator systemu przesyłowego (OSP) – rodzaj przedsiębiorstwa energetycznego, które zajmuje się przesyłaniem energii elektrycznej lub paliw gazowych i jest odpowiedzialne za ruch sieciowy w systemie przesyłowym, bieżące i długookresowe bezpieczeństwo funkcjonowania tego systemu, eksploatację, konserwację, remonty oraz niezbędną rozbudowę sieci przesyłowej, w tym połączeń z innymi systemami gazowymi albo innymi systemami elektroenergetycznymi
Działalność operatora systemu przesyłowego w Polsce reguluje ustawa Prawo energetyczne, a obecnie funkcję tę pełnią dwie spółki akcyjne Skarbu Państwa, działające pod firmami: Polskie Sieci Elektroenergetyczne oraz Operator Gazociągów Przesyłowych Gaz-System.

## Zadania OSP
OSP, zgodnie z postanowieniami ustawy Prawo energetyczne, jest odpowiedzialny w szczególności za:
- bezpieczeństwo dostarczania energii elektrycznej poprzez zapewnienie bezpieczeństwa funkcjonowania systemu elektroenergetycznego i odpowiedniej zdolności przesyłowej w sieci przesyłowej;
- prowadzenie ruchu sieciowego w sieci przesyłowej w sposób efektywny, przy zachowaniu wymaganej niezawodności dostarczania energii elektrycznej i jakości jej dostarczania oraz, we współpracy z operatorami systemów dystrybucyjnych elektroenergetycznych, koordynowanie prowadzenia ruchu sieciowego w koordynowanej sieci 110 kV;
- eksploatację, konserwację i remonty sieci, instalacji i urządzeń, wraz z połączeniami z innymi systemami elektroenergetycznymi, w sposób gwarantujący niezawodność funkcjonowania systemu elektroenergetycznego;
- zapewnienie długoterminowej zdolności systemu elektroenergetycznego w celu zaspokajania uzasadnionych potrzeb w zakresie przesyłania energii elektrycznej w obrocie krajowym i transgranicznym, w tym w zakresie rozbudowy sieci przesyłowej, a tam gdzie ma to zastosowanie, rozbudowy połączeń z innymi systemami elektroenergetycznymi;
- współpracę z innymi operatorami systemów elektroenergetycznych lub przedsiębiorstwami energetycznymi w celu niezawodnego i efektywnego funkcjonowania systemów elektroenergetycznych oraz skoordynowania ich rozwoju;
- dysponowanie mocą jednostek wytwórczych przyłączonych do sieci przesyłowej oraz jednostek wytwórczych o mocy osiągalnej równej 50 MW lub wyższej, przyłączonych do koordynowanej sieci 110 kV, uwzględniając umowy z użytkownikami systemu przesyłowego oraz techniczne ograniczenia w tym systemie;
- zarządzanie zdolnościami przesyłowymi połączeń z innymi systemami elektroenergetycznymi;
- zakup usług systemowych niezbędnych do prawidłowego funkcjonowania systemu elektroenergetycznego, niezawodności pracy tego systemu i utrzymania parametrów jakościowych energii elektrycznej;
- bilansowanie systemu elektroenergetycznego, określanie i zapewnianie dostępności odpowiednich rezerw zdolności wytwórczych, przesyłowych i połączeń międzysystemowych na potrzeby równoważenia bieżącego zapotrzebowania na energię elektryczną z dostawami tej energii, zarządzanie ograniczeniami systemowymi oraz prowadzenie rozliczeń wynikających z niezbilansowania energii elektrycznej dostarczonej i pobranej z krajowego systemu elektroenergetycznego oraz zarządzania ograniczeniami systemowymi;
- prowadzenie centralnego mechanizmu bilansowania handlowego;
- zarządzanie przepływami energii elektrycznej w systemie przesyłowym, w sposób skoordynowany z innymi połączonymi systemami elektroenergetycznymi oraz, we współpracy z OSD, w koordynowanej sieci 110 kV, z uwzględnieniem technicznych ograniczeń w tym systemie;
- zakup energii elektrycznej w celu pokrywania strat powstałych w sieci przesyłowej podczas przesyłania energii elektrycznej tą siecią oraz stosowanie przejrzystych i niedyskryminacyjnych procedur rynkowych przy zakupie tej energii;
- udostępnianie użytkownikom systemu i operatorom innych systemów elektroenergetycznych, z którymi system przesyłowy jest połączony, informacji o warunkach świadczenia usług przesyłania energii elektrycznej niezbędnych do uzyskania dostępu do sieci przesyłowej i korzystania z tej sieci, informacji o KSE oraz pracy KSE, w tym w szczególności dotyczących realizacji obrotu transgranicznego, zarządzania siecią i bilansowania systemu, planowanych wyłączeniach jednostek wytwórczych przyłączonych do sieci przesyłowej oraz JWCD przyłączonych do koordynowanej sieci 110 kV, informacji o ubytkach mocy i ofertach bilansujących składanych dla tych jednostek wytwórczych;
- opracowywanie planów działania na wypadek zagrożenia wystąpienia awarii o znacznych rozmiarach w systemie elektroenergetycznym oraz odbudowy tego systemu po wystąpieniu awarii;
- realizację ograniczeń w dostarczaniu energii elektrycznej;
- opracowywanie normalnego układu pracy sieci przesyłowej oraz, we współpracy z OSD, normalnego układu pracy koordynowanej sieci 110 kV;
- opracowywanie prognoz zapotrzebowania na energię elektryczną i moc w KSE;
- określanie potrzeb rozwoju sieci przesyłowej i połączeń międzysystemowych, a także w zakresie budowy nowych źródeł wytwarzania energii elektrycznej;
- utrzymywanie odpowiedniego poziomu bezpieczeństwa pracy sieci przesyłowej.